# 2e cérémonie des César
La 2e cérémonie des César du cinéma - dite aussi Nuit des César -  récompensant les films sortis en 1976, s'est déroulée le 19 février 1977 à la salle Pleyel.
Elle fut présidée par Lino Ventura et retransmise sur Antenne 2 (réalisation François Chatel), commentée par Pierre Tchernia.

## Présentateurs et intervenants
- Robert Enrico, président de l'Académie des arts et techniques du cinéma
- Lino Ventura, président de la cérémonie
- Jean Yanne, Michel Piccoli, Peter Ustinov, maîtres de cérémonie
- Marie-France Pisier et Charles Vanel pour la remise du César de la meilleure actrice
- Marlène Jobert et Philippe Noiret pour la remise du César du meilleur acteur

## Palmarès

### César du meilleur film
- Monsieur Klein de Joseph Losey
  - Barocco d'André Téchiné
  - Le Juge et l'Assassin de Bertrand Tavernier
  - La Meilleure Façon de marcher de Claude Miller

### César du meilleur réalisateur
- Joseph Losey pour Monsieur Klein
  - André Téchiné pour Barocco
  - Bertrand Tavernier pour Le Juge et l'Assassin
  - Claude Miller pour La Meilleure Façon de marcher

### César du meilleur acteur
- Michel Galabru pour Le Juge et l'Assassin
  - Alain Delon pour Monsieur Klein
  - Gérard Depardieu pour La Dernière Femme
  - Patrick Dewaere pour La Meilleure Façon de marcher

### César de la meilleure actrice
- Annie Girardot pour Docteur Françoise Gailland
  - Isabelle Adjani pour Barocco
  - Miou-Miou pour F… comme Fairbanks
  - Romy Schneider pour Une femme à sa fenêtre

### César du meilleur acteur dans un second rôle
- Claude Brasseur  pour Un éléphant ça trompe énormément et Le Grand Escogriffe[n 1]
  - Jean-Claude Brialy pour Le Juge et l'Assassin
  - Jacques Dutronc pour Mado
  - Charles Denner pour Si c'était à refaire

### César de la meilleure actrice dans un second rôle
- Marie-France Pisier pour Barocco
  - Brigitte Fossey pour Le Bon et les Méchants
  - Francine Racette pour Lumière
  - Anny Duperey pour Un éléphant ça trompe énormément

### César du meilleur scénario original ou adaptation
- Jean Aurenche et Bertrand Tavernier pour Le Juge et l'Assassin
  - Luc Béraud et Claude Miller pour La Meilleure Façon de marcher
  - Jean-Loup Dabadie pour Un éléphant ça trompe énormément
  - Francis Veber pour Le Jouet

### César du meilleur décor
- Alexandre Trauner pour Monsieur Klein
  - Bernard Evein pour Le Jouet
  - Pierre Guffroy pour Mado
  - Pierre Guffroy pour Le Locataire
  - Ferdinando Scarfiotti pour Barocco

### César de la meilleure photographie
- Bruno Nuytten pour La Meilleure Façon de marcher et Barocco
  - Étienne Becker pour Le Jouet
  - Gerry Fisher pour Monsieur Klein
  - Claude Renoir pour Docteur Françoise Gailland
  - Claude Renoir pour Une femme fidèle

### César du meilleur montage
- Marie-Josèphe Yoyotte pour Police Python 357
  - Henri Lanoë pour Monsieur Klein
  - Claudine Merlin pour Barocco
  - Jean Ravel pour Une femme à sa fenêtre

### César du meilleur son
- Jean-Pierre Ruh pour Mado
  - Paul Lainé pour Barocco
  - Antoine Bonfanti pour Je t'aime moi non plus
  - Paul Lainé pour La Meilleure Façon de marcher
  - Jean Labussière pour Monsieur Klein

### César de la meilleure musique écrite pour un film
- Philippe Sarde pour Barocco
  - Georges Delerue pour Le Grand Escogriffe
  - Georges Delerue pour Police Python 357
  - Serge Gainsbourg pour Je t'aime moi non plus
  - Philippe Sarde pour Le Juge et l'Assassin
  - Mort Shuman pour À nous les petites Anglaises

### César du meilleur court-métrage d'animation
- Un comédien sans paradoxe de Robert Lapoujade
  - Bactéries nos amies de Michel Boschet
  - Déjeuner du matin de Patrick Bokanowski
  - L'Empreinte de Jacques Cardon
  - Oiseau de nuit de Bernard Palacios
  - La Rosette arrosée de Paul Dopff

### César du meilleur court-métrage de fiction
- Comment ça va je m'en fous de François de Roubaix
  - Chaleur d'été de Jean-Louis Leconte
  - L'hiver approche de Georges Bensoussan
  - L'Enfant prisonnier de Jean-Michel Carré
  - La Nuit du beau marin peut-être de Frank Verpillat
  - Le Destin de Jean-Noël de Gabriel Auer

### César du meilleur court-métrage documentaire
- Une histoire de ballon, lycée n° 31 Pékin de Marceline Loridan-Ivens et Joris Ivens
  - L'Éruption de la Montagne Pelée de Manuel Otéro
  - Hongrie vers quel socialisme ? de Claude Weisz
  - L'Atelier de Louis de Didier Pourcel
  - Les Murs d'une révolution de Jean-Paul Dekiss
  - Réponse de femmes d'Agnès Varda

### César du meilleur film étranger
- Nous nous sommes tant aimés d'Ettore Scola
  - Barry Lyndon de Stanley Kubrick
  - Cría cuervos de Carlos Saura
  - Vol au-dessus d'un nid de coucou de Miloš Forman

### César d'honneur
- Jacques Tati

### Hommage
- Henri Langlois